# Primer ministro de Papúa Nueva Guinea
El Primer ministro de Papúa Nueva Guinea, es el jefe de Gobierno de Papúa Nueva Guinea, consecuente de ser el líder del partido o coalición con apoyo mayoritario en el Parlamento Nacional.

## Lista (1975-presente)
| #  | Nombre                            | Inicio                                                       | Final                   | Partido                                  |
| -- | --------------------------------- | ------------------------------------------------------------ | ----------------------- | ---------------------------------------- |
| 1° | Michael Somare (1.er periodo)     | 16 de septiembre de 1975                                     | 11 de marzo de 1980     | Partido Pangu                            |
| 2° | Sir Julius Chan (1.er periodo)    | 11 de marzo de 1980                                          | 2 de agosto de 1982     | Partido por el Progreso del Pueblo       |
|    | Michael Somare (2.º periodo)      | 2 de agosto de 1982                                          | 21 de noviembre de 1985 | Partido Pangu                            |
| 3° | Paias Wingti (1.er periodo)       | 21 de noviembre de 1985                                      | 4 de julio de 1988      | Movimiento Democrático del Pueblo        |
| 4° | Sir Rabbie Namaliu                | 4 de julio de 1988                                           | 17 de julio de 1992     | Partido Pangu                            |
|    | Paias Wingti (2.º periodo)        | 17 de julio de 1992                                          | 30 de agosto de 1994    | Movimiento Democrático del Pueblo        |
|    | Sir Julius Chan (2.º periodo)     | 30 de agosto de 1994                                         | 27 de marzo de 1997     | Partido por el Progreso del Pueblo       |
|    | John Giheno (interino)            | 27 de marzo de 1997                                          | 2 de junio de 1997      | Partido por el Progreso del Pueblo       |
|    | Sir Julius Chan (3.er periodo)    | 2 de junio de 1997                                           | 22 de julio de 1997     | Partido por el Progreso del Pueblo       |
| 5  | Bill Skate                        | 22 de julio de 1997                                          | 14 de julio de 1999     | Partido del Congreso Nacional del Pueblo |
| 6  | Sir Mekere Morauta                | 14 de julio de 1999                                          | 5 de agosto de 2002     | Movimiento Democrático del Pueblo        |
|    | Sir Michael Somare (3.er periodo) | 5 de agosto de 2002                                          | 13 de diciembre de 2010 | Partido Alianza Nacional                 |
|    | Sam Abal (interino por Somare)    | 13 de diciembre de 2010                                      | 17 de enero de 2011     | Partido Alianza Nacional                 |
|    | Sir Michael Somare                | 17 de enero de 2011                                          | 4 de abril de 2011      | Partido Alianza Nacional                 |
|    | Sam Abal (interino por Somare)    | 4 de abril de 2011                                           | 2 de agosto de 2011     | Partido Alianza Nacional                 |
| 7  | Peter O'Neill                     | 2 de agosto de 2011 (disputado hasta el 3 de agosto de 2012) | 26 de mayo de 2019      | Partido del Congreso Nacional del Pueblo |
| 8  | James Marape                      | 30 de mayo de 2019                                           | en el cargo             | Partido Pangu                            |